# Brazilië op de Olympische Zomerspelen 1956
Brazilië nam deel aan de Olympische Zomerspelen 1956 in Melbourne, Australië en Stockholm, Zweden (onderdelen paardensport). Voor de tweede keer op rij werd een gouden medaille gewonnen.

## Medailles
| Sport    | Olympiër         | Discipline             | Medaille |
| -------- | ---------------- | ---------------------- | -------- |
| Atletiek | Adhemar da Silva | hink-stap-springen (m) | Goud     |

## Resultaten en deelnemers

### Atletiek
| Olympiër                                                                     | Discipline             | Resultaat | Prestatie                                                                                       |
| ---------------------------------------------------------------------------- | ---------------------- | --------- | ----------------------------------------------------------------------------------------------- |
| Jorge de Barros                                                              | 100m (m)               | 35e       | serie 2: 4e in 11,15                                                                            |
| João Pires Sobrinho                                                          | 100m (m)               | 33e       | serie 10: 3e in 11,14                                                                           |
| Jorge de Barros                                                              | 200m (m)               | 22e       | serie 6: 2e in 22,30 kwartfinale 4: 5e in 23,88                                                 |
| Jose Telles da Conceicao                                                     | 200m (m)               | 6e        | serie 1: 1e in 21,61 kwartfinale 2: 3e in 21,46 halve finale 1: 3e in 21,53 finale: 6e in 21,56 |
| João Pires Sobrinho                                                          | 200m (m)               | 25e       | serie 5: 3e in 21,67                                                                            |
| Ulisses dos Santos                                                           | 400m horden (m)        | 21e       | serie 6: 4e in 53,8                                                                             |
| Ary Facanha de Sa Jorge Machado João Pires Sobrinho José Telles da Conceição | 4x100m (m)             | 12e       | serie 3: 3e in 41,70 halve finale 1: 6e in 43,87                                                |
| Ary Facanha de Sa                                                            | verspringen (m)        | 20e       | kwalificatie: 20e met 7,00m                                                                     |
| Adhemar da Silva                                                             | hink-stap-springen (m) | Goud      | kwalificatie: 11e met 15,15m finale: 1e met 16,35m (OR)                                         |
| José Telles da Conçeicão                                                     | hoogspringen (m)       | 18e       | kwalificatie: 18e met 1,92m                                                                     |

### Basketbal
| Olympiër | Discipline | Resultaat | Prestatie |
| --- | ---------- | --------- | --- |
| Amaury Angelim Edson Bispo Fausto Jamil Gedeão Jorge Olivieri Zé Luiz Mayr Facci Nelson Lisboa Wilson Bombarda Wlamir Marques Algodão | mannen     | 6e        | groep D: 1e W van Chili: 78-59 W van Australië: 89-66 kwartfinale groep B: 4e V van Sovjet-Unie: 68-87 V van Verenigde Staten: 51-113 V van Bulgarije: 73-82 5-8e plek: W van Chili: 89-64 5-6e plek: V van Bulgarije: 52-64 |

| Groep D |           |             |             |             |        |        |        |        |
| #       | Land      | Wedstrijden | Wedstrijden | Wedstrijden | Punten | Punten | Punten | Punten |
| #       | Land      | G           | W           | V           | V      | T      | Saldo  | Punten |
| 1       | Brazilië  | 2           | 2           | 0           | 167    | 125    | +42    | 4      |
| 2       | Chili     | 2           | 1           | 1           | 137    | 134    | +3     | 3      |
| 3       | Australië | 2           | 0           | 2           | 122    | 167    | -45    | 2      |

| Ronde      | Plaats   | Land  | Score     | Land |
| ---------- | -------- | ----- | --------- | ---- |
| Groepsfase |          |       |           |      |
| Melbourne  | Chili    | 59-78 | Brazilië  |      |
| Melbourne  | Brazilië | 89-66 | Australië |      |

| Kwartfinale Groep B |                  |             |             |             |        |        |        |        |
| #                   | Land             | Wedstrijden | Wedstrijden | Wedstrijden | Punten | Punten | Punten | Punten |
| #                   | Land             | G           | W           | V           | V      | T      | Saldo  | Punten |
| 1                   | Verenigde Staten | 3           | 3           | 0           | 283    | 150    | +133   | 6      |
| 2                   | Sovjet-Unie      | 3           | 2           | 1           | 208    | 209    | -1     | 5      |
| 3                   | Bulgarije        | 3           | 1           | 2           | 182    | 224    | -42    | 4      |
| 3                   | Brazilië         | 3           | 0           | 3           | 192    | 282    | -90    | 3      |

| Ronde       | Plaats           | Land   | Score       | Land |
| ----------- | ---------------- | ------ | ----------- | ---- |
| Kwartfinale |                  |        |             |      |
| Melbourne   | Brazilië         | 68-87  | Sovjet-Unie |      |
| Melbourne   | Verenigde Staten | 113-51 | Brazilië    |      |
| Melbourne   | Bulgarije        | 82-73  | Brazilië    |      |
| 5-8e plek   |                  |        |             |      |
| Melbourne   | Chili            | 64-89  | Brazilië    |      |
| 5-6e plek   |                  |        |             |      |
| Melbourne   | Brazilië         | 52-64  | Sovjet-Unie |      |

### Boksen
| Olympiër        | Discipline  | Resultaat | Prestatie                                                                                  |
| --------------- | ----------- | --------- | ------------------------------------------------------------------------------------------ |
| Eder Jofre      | -54kg (m)   | 5e        | 1e ronde: vrij 2e ronde: W van BUR Myint: punten kwartfinale: V van CHI Barrientos: punten |
| Celestino Pinto | -63,5kg (m) | 17e       | 1e ronde: V van AUT Potesil: punten                                                        |

### Gewichtheffen
| Olympiër         | Discipline  | Resultaat | Prestatie                                                                             |
| ---------------- | ----------- | --------- | ------------------------------------------------------------------------------------- |
| Américo Ferreira | -67,5kg (m) | 14e       | drukken: 15e met 102,5kg trekken: 17e met 97,5kg stoten: 10e met 135kg totaal: 335kg  |
| Bruno Barabani   | -90kg (m)   | 12e       | drukken: 15e met 110kg trekken: 10e met 112,5kg stoten: 11e met 145kg totaal: 367,5kg |

### Moderne vijfkamp
| Olympiër                                   | Discipline | Resultaat | Prestatie |
| ------------------------------------------ | ---------- | --------- | --- |
| Nilo da Silva                              | mannen     | DNF       | paardensport: 32e met 17,5 punten |
| Salvio Lemos                               | mannen     | 27e       | paardensport: 21e met 455 punten schermen: 26e met 556 punten schietsport: 19e met 760 punten zwemmen: 25e met 785 punten atletiek: 30e met 730 punten totaal: 3286 punten |
| Wenceslau Malta                            | mannen     | 31e       | paardensport: 38e met 0 punten schermen: 11e met 741 punten schietsport: 19e met 760 punten zwemmen: 29e met 755 punten atletiek: 26e met 877 punten totaal: 3133 punten   |
| Nilo da Silva Salvio Lemos Wenceslau Malta | team (m)   | DNF       | paardensport: 10e met 472,5 punten |

### Roeien
| Olympiër                                                                     | Discipline   | Resultaat | Prestatie                                        |
| ---------------------------------------------------------------------------- | ------------ | --------- | ------------------------------------------------ |
| José de Carvalho Filho Sylvio de Souza Nelson Guarda Ruy Kopper André Richer | vier-met (m) | 9e        | serie 3: 3e in 7.13,9 herkansingen: 2e in 7.25,7 |

### Schietsport
| Olympiër          | Discipline                 | Resultaat | Prestatie                          |
| ----------------- | -------------------------- | --------- | ---------------------------------- |
| Severino Moreira  | 50m geweer 3 houdingen (m) | 37e       | 1102 punten: (395-375-332)         |
| Milton Sobocinski | 50m geweer 3 houdingen (m) | 33e       | 1115 punten: (394-374-347)         |
| Severino Moreira  | 50m geweer liggend (m)     | 8e        | 597 punten: (99-99-100-100-100-99) |
| Milton Sobocinski | 50m geweer liggend (m)     | 20e       | 594 punten: (98-99-99-100-99-99)   |
| Adhaury Rocha     | 25m snelvuurpistool (m)    | 18e       | 556 punten: (283-273)              |
| Pedro Simão       | 25m snelvuurpistool (m)    | 16e       | 561 punten: (280-281)              |

### Schoonspringen
| Olympiër         | Discipline    | Resultaat | Prestatie                       |
| ---------------- | ------------- | --------- | ------------------------------- |
| Fernando Ribeiro | 3m plank (m)  | 23e       | voorronde: 23e met 62,07 punten |
|                  |               |           |                                 |
| Mary Proença     | 10m toren (v) | 16e       | voorronde: 16e met 36,71 punten |

### Wielersport
| Olympiër        | Discipline  | Resultaat | Prestatie                                              |
| --------------- | ----------- | --------- | ------------------------------------------------------ |
| Anésio Argenton | sprint (m)  | 9e        | 1e ronde serie 6: 3e 1e ronde herkansingen: 1e in 13,0 |
| Anésio Argenton | tijdrit (m) | 9e        | 1.12,7                                                 |

### Zeilen
| Olympiër                                       | Discipline   | Resultaat | Prestatie                            |
| ---------------------------------------------- | ------------ | --------- | ------------------------------------ |
| Joaquim Roderbourg                             | finn         | 17e       | 1519 punten: (16-11-DNF-14-9-DNF-14) |
| Alfredo Jorge Ebling Bercht Rolf Ebling Bercht | 12m² sharpie | 10e       | 1349 punten: (DNF-11-7-DNF-11-7-9)   |

### Zwemmen
| Olympiër             | Discipline          | Resultaat | Prestatie                  |
| -------------------- | ------------------- | --------- | -------------------------- |
| Haroldo Lara         | 100m vrije slag (m) | 25e       | serie 4: 4e in 59,9        |
| Silvio dos Santos    | 400m vrije slag (m) | 23e       | serie 1: 5e in 4.48,8      |
| João Gonçalves Filho | 100m rugslag (m)    | 20e       | serie 3: 5e in 1.07,9      |
| Octávio Mobiglia     | 200m schoolslag (m) | DSQ       | serie 1: gediskwalificeerd |

Afghanistan · Argentinië · Australië · Bahama's · België · Bermuda · Birma · Brazilië · Brits-Guiana · Bulgarije · Cambodja* · Canada · Ceylon · Chili · Colombia · Cuba · Denemarken · Duits eenheidsteam · Egypte* · Ethiopië · Fiji · Filipijnen · Finland · Frankrijk · Griekenland · Groot-Brittannië · Hongarije · Hongkong · Ierland · IJsland · India · Indonesië · Iran · Israël · Italië · Jamaica · Japan · Joegoslavië · Kenia · Liberia · Luxemburg · Malakka · Mexico · Nederland* · Nieuw-Zeeland · Nigeria · Noord-Borneo · Noorwegen · Oeganda · Oostenrijk · Pakistan · Peru · Polen · Portugal · Puerto Rico · Roemenië · Singapore · Sovjet-Unie · Spanje* · Taiwan · Thailand · Trinidad en Tobago · Tsjecho-Slowakije · Turkije · Uruguay · Venezuela · Verenigde Staten · Vietnam · Zuid-Afrika · Zuid-Korea · Zweden · Zwitserland*

*alleen deelgenomen in Stockholm